# Skyll inte på oss
Skyll inte på oss är ett musikalbum av punk/hardcorebandet Sista sekunden som kom 2007. Albumet gavs ut på både CD och LP. En version av albumet gavs i Japan ut under namnet Don't blame us. Skivan är inspelad av Mattias Persson från Satanic Surfers. Spår 12, "Jag är inte punk" är en cover på Descendents låt "I'm not a punk".

## Låtlista
1. "Skyll inte på oss" - 0.54
2. "Att falla" - 2.04
3. "Se opp" - 2.01
4. "Piller" - 2.12
5. "Snacka skit" - 1.52
6. "Jag är aldrig nöjd" - 2.11
7. "Bombplan" - 1.55
8. "Måste ha nytt" - 2.43
9. "Vem fan är arg?" - 1.27
10. "Trasigt DNA" - 1.52
11. "Mallen" - 2.26
12. "Jag är inte punk" - 0.55
13. "Våga" - 2.46